# 劳芬 (德国)
劳芬（德語：Laufen，發音：[ˈlaʊfn̩] ⓘ）是德国巴伐利亚州上巴伐利亚行政区贝希特斯加登地区县的城市，面积35.28平方千米，2023年12月31日人口为7,541人。